# Matilde Elena López

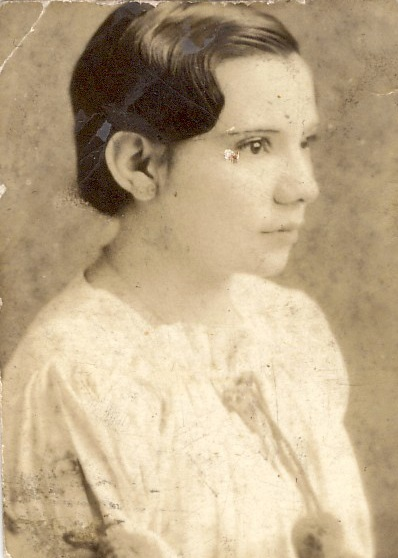
Inspirada por el pensamiento de Alberto Masferer. Pionera del ensayo salvadoreño, es considerada una de las figuras de la intelectualidad centroamericana del, desarrolló una amplia labor literaria a favor de los derechos de la mujer.

Matilde Elena López (San Salvador, 20 de febrero de 1919 - Ib. 11 de marzo de 2010) fue una poetisa, ensayista y dramaturga salvadoreña.

## Carrera
Su carrera y vocación inicia desde una edad temprana. En el que publica su primera prosa poética en Diario Nuevo (que después pasa a ser Tribuna Libre), titulada “Renunciación”, sentimiento de adolescente que aspira a morir joven. Posterior a esto, se abren las posibilidades en los diarios.
López sube hasta a la Redacción de Diario Nuevo a temprana edad. Gracias a esto, don Napoleón Viera Altamirano, Director de El Diario de Hoy, la invita a publicar en sus páginas y empieza a escribir sobre temas como: Algo sobre Fedor Dostoiewski, Máximo Gorki, El vagabundo del Volga, Gogol, Turguenev Averchenko.
Durante su juventud fue una activa colaboradora literaria de diversos periódicos y revistas de El Salvador como el Diario nuevo, Revista salvadoreña, Cypactly, El Diario de Hoy y Proa. 
Durante la década de 1940, mientras continuaba con sus estudios, se reúne con jóvenes poetas que se inician en las letras, quienes se agruparon y formaron parte de la Liga de Escritores Antifascistas, un grupo de jóvenes escritores con ideas de izquierda. En abril de 1944, participó en el movimiento popular que trató de derrocar al gobierno del dictador Maximiliano Hernández Martínez, dictadura que trece años antes se mancha en la sangre de 30,000 campesinos de Occidente, por lo que se exilió en Guatemala, residiendo en ese país por 12 años.
Realizó sus estudios superiores en la Universidad de San Carlos de Guatemala, graduándose en Periodismo. Permanece en Guatemala 12 años, con su familia, y al caer el gobierno de Jacobo Arbenz, sucesor de Juan José Arévalo, se movilizó hacia Quito, Ecuador. Ingreso a la Universidad Central de Quito, y coronó sus estudios con méritos de Letras iniciados en la Universidad de San Carlos de Guatemala, graduándose con medalla de oro, obteniendo el título de doctora en Filosofía y Letras en 1956, convirtiéndose en la primera mujer salvadoreña en acreditarse con un doctorado en esta rama.
Después salió a Panamá, donde permaneció un año. En 1957 regresó a El Salvador, ingresando a la Universidad de El Salvador, incorporándose en ella, e inició su carrera en la docencia y directora del Departamento de Letras. En 1967 fue elegida como vicedecana de la Facultad de Humanidades, luego Decana, y siempre en la cátedra universitaria. Además, se desempeñó como Directora de Extensión Cultural Universitaria. También impartió clases en la Universidad Centroamericana "José Simeón Cañas".
Reconocida como una de las mejores ensayistas salvadoreñas, más allá de ser la primera mujer ensayista de alto nivel, produjo una serie de estudios académicos sobre la cultura nacional, regional y latinoamericana. Considerada también como mujer humanista que poseía conocimientos de lo griego y lo latino.

## Reconocimientos
Conocida como poeta, ensayista, y como dramaturga, López ganó múltiples premios. 
Entre ellos están los certámenes literarios en poesía en Guatemala, en los Juegos Florales de Quetzaltenango y otros. Ganó también Paloma de Oro de la Paz en Guatemala. También ganó en Ensayo en el Certamen Nacional Permanente de Bellas Artes de Guatemala, con los ensayos sobre el Realismo con Cartas a Groza, de la Colección Caballito de Mar de la Dirección de Publicaciones, que es un conjunto de cuentos, entre ellos uno de antología “Al negro le pagan por bailar”, con ambiente panameño. Una colección de cuentos autobiográficos: La niña del laberinto.
En 1961 ganó el primer lugar en los Juegos Florales de San Miguel y los Juegos Florales de Nueva San Salvador. En 1976 gana el segundo lugar en los juegos florales de Quezaltenango, Guatemala. Desde 1997, era miembro de número de la Academia Salvadoreña de la Lengua. 
En 1976 obtuvo el segundo lugar en el Certamen de Quetzaltenango con La balada de Anastasio Aquino, libro que lleva ya tres ediciones en El Salvador, edición príncipe en Guatemala. Incluido en obras de teatro latinoamericano, antología editada en Colombia.
En 2003 es Hija Meritísima de San Salvador, también recibió la distinción de "Hija Meritísima de El Salvador”,  en 2004 recibió el reconocimiento de “Ciudadana  ejemplar  de  la  tercera  edad"  y en 2005 es ganadora del Premio Nacional de Cultura en la categoría “Literatura nacional”.  
En el 2010 se realizó un homenaje a Matilde Elena López en la Semana Nacional de la Lectura.

## Obras Publicadas
Entre sus obras publicadas se encuentran:
- Masferrer, alto pensador de Centroamérica (ensayo, 1954),
- Interpretación social del arte (ensayo, 1965),
- Dante, poeta y ciudadano del futuro (ensayo, 1965),[10]
- La búsqueda (poesía, 1969),[11]
- El encuentro (poesía, 1969),[11]
- Bajo un signo oscuro, triste…  (poesía, 1969),[11]
- Estudio-prólogo a las Obras escogidas de Alberto Masferrer (1971),
- Estudio-prólogo a las Obras escogidas de Claudia Lars (1973),
- Estudios sobre poesía (ensayo, 1973),
- El momento perdido (poesía, 196),
- La balada de Anastasio Aquino (teatro, 1978),[12]
- Los sollozos oscuros (poesía, 1982),[13]
- El verbo amar (poesía, 1997) y
- Ensayos literarios (recopilación, 1998),
- La niña del laberinto (1999).